# Liste der Nummer-eins-Hits in den USA (2007)
Dies ist eine Liste der Nummer-eins-Hits in den von Billboard ermittelten Charts in den USA (Hot 100) im Jahr 2007. In diesem Jahr gab es achtzehn Nummer-eins-Singles und achtunddreißig Nummer-eins-Alben.

## Singles
| ← 2006 ← | Liste der Nummer-eins-Hits in den USA | Liste der Nummer-eins-Hits in den USA             | Liste der Nummer-eins-Hits in den USA                                                                                     | 2008 →                    |
| \| Zeitraum \| Wo. ges. \| Interpret \| Titel Autor(en) \| Zusätzliche Informationen \| \| (Zeitraum, Wochen auf Platz eins, Interpret, Titel, Autor[en], zusätzliche Informationen) \| \| \| \| \| \| ----------------------------------------------------------------------------------------- \| -------- \| ------------------------------------------------- \| ----------------------------------------------------------------------------------------------------------------------------- \| ------------------------- \| \| 16. Dezember 2006 – 23. Februar 2007 10 Wochen (insgesamt 10) \| 10 \| Beyoncé \| Irreplaceable[1] Shaffer „Ne-Yo“ Smith, Mikkel S. Eriksen, Tor Erik Hermansen, Espen Lind, Amund Bjørklund, Beyoncé Knowles \| - \| \| 24. Februar 2007 – 2. März 2007 1 Woche (insgesamt 1) \| 1 \| Nelly Furtado \| Say It Right[2] Nelly Furtado, Timbaland, Danja \| - \| \| 3. März 2007 – 9. März 2007 1 Woche (insgesamt 1) \| 1 \| Justin Timberlake \| What Goes Around... Comes Around[3] Justin Timberlake, Tim Mosley, Nate „Danja“ Hills \| - \| \| 10. März 2007 – 23. März 2007 2 Wochen (insgesamt 2) \| 2 \| Mims \| This Is Why I’m Hot[4] Shawn Mims \| - \| \| 24. März 2007 – 6. April 2007 2 Wochen (insgesamt 2) \| 2 \| Fergie feat. Ludacris \| Glamorous[5] Stacy Ferguson, Jamal Jones, Will Adams, Elvis Williams, Christopher Bridges \| - \| \| 7. April 2007 – 20. April 2007 2 Wochen (insgesamt 2) \| 2 \| Akon \| Don’t Matter[6] Aliaune Thiam, Bob Marley, Anthony Lawson, Robert Kelly \| - \| \| 21. April 2007 – 4. Mai 2007 2 Wochen (insgesamt 2) \| 2 \| Timbaland feat. Nelly Furtado & Justin Timberlake \| Give It to Me[7] Timothy Mosley, Nate Hills, Timothy Clayton, Justin Timberlake, Nelly Furtado \| - \| \| 5. Mai 2007 – 11. Mai 2007 1 Woche (insgesamt 1) \| 1 \| Avril Lavigne \| Girlfriend[8] Avril Lavigne, Lukasz Gottwald \| - \| \| 12. Mai 2007 – 25. Mai 2007 2 Wochen (insgesamt 3) \| 3 \| Maroon 5 \| Makes Me Wonder[9] Adam Levine, Jesse Carmichael, Mickey Madden \| - \| \| 26. Mai 2007 – 1. Juni 2007 1 Woche (insgesamt 1) \| 1 \| T-Pain feat. Yung Joc \| Buy U a Drank (Shawty Snappin’)[10] Faheem Najm, Jasiel Robinson \| - \| \| 2. Juni 2007 – 8. Juni 2007 1 Woche (insgesamt 3) \| 3 \| Maroon 5 \| Makes Me Wonder Adam Levine, Jesse Carmichael, Mickey Madden \| - \| \| 9. Juni 2007 – 27. Juli 2007 7 Wochen (insgesamt 7) \| 7 \| Rihanna feat. Jay-Z \| Umbrella[11] Christopher Stewart, Terius Nash, Kuk Harrell, Shawn Carter \| - \| \| 28. Juli 2007 – 10. August 2007 2 Wochen (insgesamt 2) \| 2 \| Plain White T’s \| Hey There Delilah[12] Tom Higgenson \| - \| \| 11. August 2007 – 7. September 2007 4 Wochen (insgesamt 4) \| 4 \| Sean Kingston \| Beautiful Girls[13] Sly „Pyper“ Jordan, J. R. Rotem, Kisean Anderson, Ben E. King, Jerry Leiber, Mike Stoller, Peter Harrison \| - \| \| 8. September 2007 – 14. September 2007 1 Woche (insgesamt 1) \| 1 \| Fergie \| Big Girls Don’t Cry[14] Stacy Ferguson, Toby Gad \| - \| \| 15. September 2007 – 28. September 2007 2 Wochen (insgesamt 7) \| 7 \| Soulja Boy \| Crank That (Soulja Boy)[15] DeAndre Way \| - \| \| 29. September 2007 – 5. Oktober 2007 1 Woche (insgesamt 1) \| 1 \| Kanye West \| Stronger[16] Kanye West, Thomas Bangalter, Guy-Manuel de Homem-Christo, Edwin Birdsong \| - \| \| 6. Oktober 2007 – 9. November 2007 5 Wochen (insgesamt 7) \| 7 \| Soulja Boy \| Crank That (Soulja Boy) DeAndre Way \| - \| \| 10. November 2007 – 30. November 2007 3 Wochen (insgesamt 3) \| 3 \| Chris Brown feat. T-Pain \| Kiss Kiss[17] Chris Brown, Faheem Najm \| - \| \| 1. Dezember 2007 – 4. Januar 2008 5 Wochen (insgesamt 5) \| 5 \| Alicia Keys \| No One[18] Alicia Keys, Kerry Brothers, Jr., George M. Harry \| - \| |                                       |                                                   | |                           |
| ← 2006 |                                       |                                                   | | → 2008 →                  |
| Zeitraum | Wo. ges.                              | Interpret                                         | Titel Autor(en) | Zusätzliche Informationen |
| (Zeitraum, Wochen auf Platz eins, Interpret, Titel, Autor[en], zusätzliche Informationen) |                                       |                                                   | |                           |
| 16. Dezember 2006 – 23. Februar 2007 10 Wochen (insgesamt 10) | 10                                    | Beyoncé                                           | Irreplaceable Shaffer „Ne-Yo“ Smith, Mikkel S. Eriksen, Tor Erik Hermansen, Espen Lind, Amund Bjørklund, Beyoncé Knowles  | -                         |
| 24. Februar 2007 – 2. März 2007 1 Woche (insgesamt 1) | 1                                     | Nelly Furtado                                     | Say It Right Nelly Furtado, Timbaland, Danja                                                                              | -                         |
| 3. März 2007 – 9. März 2007 1 Woche (insgesamt 1) | 1                                     | Justin Timberlake                                 | What Goes Around... Comes Around Justin Timberlake, Tim Mosley, Nate „Danja“ Hills                                        | -                         |
| 10. März 2007 – 23. März 2007 2 Wochen (insgesamt 2) | 2                                     | Mims                                              | This Is Why I’m Hot Shawn Mims                                                                                            | -                         |
| 24. März 2007 – 6. April 2007 2 Wochen (insgesamt 2) | 2                                     | Fergie feat. Ludacris                             | Glamorous Stacy Ferguson, Jamal Jones, Will Adams, Elvis Williams, Christopher Bridges                                    | -                         |
| 7. April 2007 – 20. April 2007 2 Wochen (insgesamt 2) | 2                                     | Akon                                              | Don’t Matter Aliaune Thiam, Bob Marley, Anthony Lawson, Robert Kelly                                                      | -                         |
| 21. April 2007 – 4. Mai 2007 2 Wochen (insgesamt 2) | 2                                     | Timbaland feat. Nelly Furtado & Justin Timberlake | Give It to Me Timothy Mosley, Nate Hills, Timothy Clayton, Justin Timberlake, Nelly Furtado                               | -                         |
| 5. Mai 2007 – 11. Mai 2007 1 Woche (insgesamt 1) | 1                                     | Avril Lavigne                                     | Girlfriend Avril Lavigne, Lukasz Gottwald                                                                                 | -                         |
| 12. Mai 2007 – 25. Mai 2007 2 Wochen (insgesamt 3) | 3                                     | Maroon 5                                          | Makes Me Wonder Adam Levine, Jesse Carmichael, Mickey Madden                                                              | -                         |
| 26. Mai 2007 – 1. Juni 2007 1 Woche (insgesamt 1) | 1                                     | T-Pain feat. Yung Joc                             | Buy U a Drank (Shawty Snappin’) Faheem Najm, Jasiel Robinson                                                              | -                         |
| 2. Juni 2007 – 8. Juni 2007 1 Woche (insgesamt 3) | 3                                     | Maroon 5                                          | Makes Me Wonder Adam Levine, Jesse Carmichael, Mickey Madden                                                              | -                         |
| 9. Juni 2007 – 27. Juli 2007 7 Wochen (insgesamt 7) | 7                                     | Rihanna feat. Jay-Z                               | Umbrella Christopher Stewart, Terius Nash, Kuk Harrell, Shawn Carter                                                      | -                         |
| 28. Juli 2007 – 10. August 2007 2 Wochen (insgesamt 2) | 2                                     | Plain White T’s                                   | Hey There Delilah Tom Higgenson                                                                                           | -                         |
| 11. August 2007 – 7. September 2007 4 Wochen (insgesamt 4) | 4                                     | Sean Kingston                                     | Beautiful Girls Sly „Pyper“ Jordan, J. R. Rotem, Kisean Anderson, Ben E. King, Jerry Leiber, Mike Stoller, Peter Harrison | -                         |
| 8. September 2007 – 14. September 2007 1 Woche (insgesamt 1) | 1                                     | Fergie                                            | Big Girls Don’t Cry Stacy Ferguson, Toby Gad                                                                              | -                         |
| 15. September 2007 – 28. September 2007 2 Wochen (insgesamt 7) | 7                                     | Soulja Boy                                        | Crank That (Soulja Boy) DeAndre Way                                                                                       | -                         |
| 29. September 2007 – 5. Oktober 2007 1 Woche (insgesamt 1) | 1                                     | Kanye West                                        | Stronger Kanye West, Thomas Bangalter, Guy-Manuel de Homem-Christo, Edwin Birdsong                                        | -                         |
| 6. Oktober 2007 – 9. November 2007 5 Wochen (insgesamt 7) | 7                                     | Soulja Boy                                        | Crank That (Soulja Boy) DeAndre Way                                                                                       | -                         |
| 10. November 2007 – 30. November 2007 3 Wochen (insgesamt 3) | 3                                     | Chris Brown feat. T-Pain                          | Kiss Kiss Chris Brown, Faheem Najm                                                                                        | -                         |
| 1. Dezember 2007 – 4. Januar 2008 5 Wochen (insgesamt 5) | 5                                     | Alicia Keys                                       | No One Alicia Keys, Kerry Brothers, Jr., George M. Harry                                                                  | -                         |

## Alben
| ← 2006 ← | Liste der Nummer-eins-Alben in den USA | Liste der Nummer-eins-Alben in den USA | Liste der Nummer-eins-Alben in den USA    | 2008 →                    |
| \| Zeitraum \| Wo. ges. \| Interpret \| Titel \| Zusätzliche Informationen \| \| (Zeitraum, Wochen auf Platz eins, Interpret, Titel, zusätzliche Informationen) \| \| \| \| \| \| ------------------------------------------------------------------------------ \| -------- \| ---------------------------------- \| --------------------------------------------- \| ------------------------- \| \| 30. Dezember 2006 – 5. Januar 2007 1 Woche (insgesamt 1) \| 1 \| Young Jeezy \| The Inspiration[19] \| - \| \| 6. Januar 2007 – 12. Januar 2007 1 Woche (insgesamt 1) \| 1 \| Nas \| Hip Hop Is Dead[20] \| - \| \| 13. Januar 2007 – 19. Januar 2007 1 Woche (insgesamt 1) \| 1 \| Omarion \| 21[21] \| - \| \| 20. Januar 2007 – 2. Februar 2007 2 Wochen (insgesamt 2) \| 2 \| Original Motion Picture Soundtrack \| Dreamgirls: Music from the Motion Picture[22] \| - \| \| 3. Februar 2007 – 9. Februar 2007 1 Woche (insgesamt 1) \| 1 \| Daughtry \| Daughtry[23] \| - \| \| 10. Februar 2007 – 16. Februar 2007 1 Woche (insgesamt 1) \| 1 \| Pretty Ricky \| Late Night Special[24] \| - \| \| 17. Februar 2007 – 23. Februar 2007 1 Woche (insgesamt 1) \| 1 \| Norah Jones \| Not Too Late[25] \| - \| \| 24. Februar 2007 – 2. März 2007 1 Woche (insgesamt 1) \| 1 \| Fall Out Boy \| Infinity on High[26] \| - \| \| 3. März 2007 – 16. März 2007 2 Wochen (insgesamt 3) \| 3 \| Norah Jones \| Not Too Late \| - \| \| 17. März 2007 – 23. März 2007 1 Woche (insgesamt 2) \| 2 \| Daughtry \| Daughtry \| - \| \| 24. März 2007 – 30. März 2007 1 Woche (insgesamt 1) \| 1 \| The Notorious B.I.G. \| Greatest Hits[27] \| - \| \| 31. März 2007 – 6. April 2007 1 Woche (insgesamt 1) \| 1 \| Musiq Soulchild \| Luvanmusiq[28] \| - \| \| 7. April 2007 – 13. April 2007 1 Woche (insgesamt 1) \| 1 \| Modest Mouse \| We Were Dead Before the Ship Even Sank[29] \| - \| \| 14. April 2007 – 20. April 2007 1 Woche (insgesamt 1) \| 1 \| Tim McGraw \| Let It Go[30] \| - \| \| 21. April 2007 – 4. Mai 2007 2 Wochen (insgesamt 2) \| 2 \| Various Artists \| Now That’s What I Call Music! 24[31] \| - \| \| 5. Mai 2007 – 18. Mai 2007 2 Wochen (insgesamt 2) \| 2 \| Avril Lavigne \| The Best Damn Thing[32] \| - \| \| 19. Mai 2007 – 25. Mai 2007 1 Woche (insgesamt 1) \| 1 \| Ne-Yo \| Because of You[33] \| - \| \| 26. Mai 2007 – 1. Juni 2007 1 Woche (insgesamt 1) \| 1 \| Michael Bublé \| Call Me Irresponsible[34] \| - \| \| 2. Juni 2007 – 8. Juni 2007 1 Woche (insgesamt 1) \| 1 \| Linkin Park \| Minutes to Midnight[35] \| - \| \| 9. Juni 2007 – 15. Juni 2007 1 Woche (insgesamt 1) \| 1 \| Maroon 5 \| It Won’t Be Soon Before Long[36] \| - \| \| 16. Juni 2007 – 22. Juni 2007 1 Woche (insgesamt 1) \| 1 \| R. Kelly \| Double Up[37] \| - \| \| 23. Juni 2007 – 29. Juni 2007 1 Woche (insgesamt 1) \| 1 \| T-Pain \| Epiphany[38] \| - \| \| 30. Juni 2007 – 6. Juli 2007 1 Woche (insgesamt 1) \| 1 \| Toby Keith \| Big Dog Daddy[39] \| - \| \| 7. Juli 2007 – 13. Juli 2007 1 Woche (insgesamt 1) \| 1 \| Bon Jovi \| Lost Highway[40] \| - \| \| 14. Juli 2007 – 20. Juli 2007 1 Woche (insgesamt 1) \| 1 \| Hannah Montana / Miley Cyrus \| Hannah Montana 2: Meet Miley Cyrus[41] \| - \| \| 21. Juli 2007 – 3. August 2007 2 Wochen (insgesamt 2) \| 2 \| T.I. \| T.I. vs. T.I.P.[42] \| - \| \| 4. August 2007 – 17. August 2007 2 Wochen (insgesamt 2) \| 2 \| Various Artists \| Now That’s What I Call Music! 25[43] \| - \| \| 18. August 2007 – 24. August 2007 1 Woche (insgesamt 1) \| 1 \| Common \| Finding Forever[44] \| - \| \| 25. August 2007 – 31. August 2007 1 Woche (insgesamt 1) \| 1 \| UGK \| Underground Kingz[45] \| - \| \| 1. September 2007 – 28. September 2007 4 Wochen (insgesamt 4) \| 4 \| Original Soundtrack \| High School Musical 2[46] \| - \| \| 29. September 2007 – 5. Oktober 2007 1 Woche (insgesamt 1) \| 1 \| Kanye West \| Graduation[47] \| - \| \| 6. Oktober 2007 – 12. Oktober 2007 1 Woche (insgesamt 1) \| 1 \| Reba McEntire \| Reba: Duets[48] \| - \| \| 13. Oktober 2007 – 19. Oktober 2007 1 Woche (insgesamt 1) \| 1 \| Rascal Flatts \| Still Feels Good[49] \| - \| \| 20. Oktober 2007 – 26. Oktober 2007 1 Woche (insgesamt 1) \| 1 \| Bruce Springsteen \| Magic[50] \| - \| \| 27. Oktober 2007 – 2. November 2007 1 Woche (insgesamt 1) \| 1 \| Kid Rock \| Rock N Roll Jesus[51] \| - \| \| 3. November 2007 – 9. November 2007 1 Woche (insgesamt 2) \| 2 \| Bruce Springsteen \| Magic \| - \| \| 10. November 2007 – 16. November 2007 1 Woche (insgesamt 1) \| 1 \| Carrie Underwood \| Carnival Ride[52] \| - \| \| 17. November 2007 – 23. November 2007 1 Woche (insgesamt 1) \| 1 \| Eagles \| Long Road Out of Eden[53] \| - \| \| 24. November 2007 – 30. November 2007 1 Woche (insgesamt 1) \| 1 \| Jay-Z \| American Gangster[54] \| - \| \| 1. Dezember 2007 – 7. Dezember 2007 1 Woche (insgesamt 1) \| 1 \| Alicia Keys \| As I Am[55] \| - \| \| 8. Dezember 2007 – 28. Dezember 2007 3 Wochen (insgesamt 3) \| 3 \| Josh Groban \| Noël[56] \| - \| |                                        |                                        |                                           |                           |
| ← 2006 |                                        |                                        |                                           | → 2008 →                  |
| Zeitraum | Wo. ges.                               | Interpret                              | Titel                                     | Zusätzliche Informationen |
| (Zeitraum, Wochen auf Platz eins, Interpret, Titel, zusätzliche Informationen) |                                        |                                        |                                           |                           |
| 30. Dezember 2006 – 5. Januar 2007 1 Woche (insgesamt 1) | 1                                      | Young Jeezy                            | The Inspiration                           | -                         |
| 6. Januar 2007 – 12. Januar 2007 1 Woche (insgesamt 1) | 1                                      | Nas                                    | Hip Hop Is Dead                           | -                         |
| 13. Januar 2007 – 19. Januar 2007 1 Woche (insgesamt 1) | 1                                      | Omarion                                | 21                                        | -                         |
| 20. Januar 2007 – 2. Februar 2007 2 Wochen (insgesamt 2) | 2                                      | Original Motion Picture Soundtrack     | Dreamgirls: Music from the Motion Picture | -                         |
| 3. Februar 2007 – 9. Februar 2007 1 Woche (insgesamt 1) | 1                                      | Daughtry                               | Daughtry                                  | -                         |
| 10. Februar 2007 – 16. Februar 2007 1 Woche (insgesamt 1) | 1                                      | Pretty Ricky                           | Late Night Special                        | -                         |
| 17. Februar 2007 – 23. Februar 2007 1 Woche (insgesamt 1) | 1                                      | Norah Jones                            | Not Too Late                              | -                         |
| 24. Februar 2007 – 2. März 2007 1 Woche (insgesamt 1) | 1                                      | Fall Out Boy                           | Infinity on High                          | -                         |
| 3. März 2007 – 16. März 2007 2 Wochen (insgesamt 3) | 3                                      | Norah Jones                            | Not Too Late                              | -                         |
| 17. März 2007 – 23. März 2007 1 Woche (insgesamt 2) | 2                                      | Daughtry                               | Daughtry                                  | -                         |
| 24. März 2007 – 30. März 2007 1 Woche (insgesamt 1) | 1                                      | The Notorious B.I.G.                   | Greatest Hits                             | -                         |
| 31. März 2007 – 6. April 2007 1 Woche (insgesamt 1) | 1                                      | Musiq Soulchild                        | Luvanmusiq                                | -                         |
| 7. April 2007 – 13. April 2007 1 Woche (insgesamt 1) | 1                                      | Modest Mouse                           | We Were Dead Before the Ship Even Sank    | -                         |
| 14. April 2007 – 20. April 2007 1 Woche (insgesamt 1) | 1                                      | Tim McGraw                             | Let It Go                                 | -                         |
| 21. April 2007 – 4. Mai 2007 2 Wochen (insgesamt 2) | 2                                      | Various Artists                        | Now That’s What I Call Music! 24          | -                         |
| 5. Mai 2007 – 18. Mai 2007 2 Wochen (insgesamt 2) | 2                                      | Avril Lavigne                          | The Best Damn Thing                       | -                         |
| 19. Mai 2007 – 25. Mai 2007 1 Woche (insgesamt 1) | 1                                      | Ne-Yo                                  | Because of You                            | -                         |
| 26. Mai 2007 – 1. Juni 2007 1 Woche (insgesamt 1) | 1                                      | Michael Bublé                          | Call Me Irresponsible                     | -                         |
| 2. Juni 2007 – 8. Juni 2007 1 Woche (insgesamt 1) | 1                                      | Linkin Park                            | Minutes to Midnight                       | -                         |
| 9. Juni 2007 – 15. Juni 2007 1 Woche (insgesamt 1) | 1                                      | Maroon 5                               | It Won’t Be Soon Before Long              | -                         |
| 16. Juni 2007 – 22. Juni 2007 1 Woche (insgesamt 1) | 1                                      | R. Kelly                               | Double Up                                 | -                         |
| 23. Juni 2007 – 29. Juni 2007 1 Woche (insgesamt 1) | 1                                      | T-Pain                                 | Epiphany                                  | -                         |
| 30. Juni 2007 – 6. Juli 2007 1 Woche (insgesamt 1) | 1                                      | Toby Keith                             | Big Dog Daddy                             | -                         |
| 7. Juli 2007 – 13. Juli 2007 1 Woche (insgesamt 1) | 1                                      | Bon Jovi                               | Lost Highway                              | -                         |
| 14. Juli 2007 – 20. Juli 2007 1 Woche (insgesamt 1) | 1                                      | Hannah Montana / Miley Cyrus           | Hannah Montana 2: Meet Miley Cyrus        | -                         |
| 21. Juli 2007 – 3. August 2007 2 Wochen (insgesamt 2) | 2                                      | T.I.                                   | T.I. vs. T.I.P.                           | -                         |
| 4. August 2007 – 17. August 2007 2 Wochen (insgesamt 2) | 2                                      | Various Artists                        | Now That’s What I Call Music! 25          | -                         |
| 18. August 2007 – 24. August 2007 1 Woche (insgesamt 1) | 1                                      | Common                                 | Finding Forever                           | -                         |
| 25. August 2007 – 31. August 2007 1 Woche (insgesamt 1) | 1                                      | UGK                                    | Underground Kingz                         | -                         |
| 1. September 2007 – 28. September 2007 4 Wochen (insgesamt 4) | 4                                      | Original Soundtrack                    | High School Musical 2                     | -                         |
| 29. September 2007 – 5. Oktober 2007 1 Woche (insgesamt 1) | 1                                      | Kanye West                             | Graduation                                | -                         |
| 6. Oktober 2007 – 12. Oktober 2007 1 Woche (insgesamt 1) | 1                                      | Reba McEntire                          | Reba: Duets                               | -                         |
| 13. Oktober 2007 – 19. Oktober 2007 1 Woche (insgesamt 1) | 1                                      | Rascal Flatts                          | Still Feels Good                          | -                         |
| 20. Oktober 2007 – 26. Oktober 2007 1 Woche (insgesamt 1) | 1                                      | Bruce Springsteen                      | Magic                                     | -                         |
| 27. Oktober 2007 – 2. November 2007 1 Woche (insgesamt 1) | 1                                      | Kid Rock                               | Rock N Roll Jesus                         | -                         |
| 3. November 2007 – 9. November 2007 1 Woche (insgesamt 2) | 2                                      | Bruce Springsteen                      | Magic                                     | -                         |
| 10. November 2007 – 16. November 2007 1 Woche (insgesamt 1) | 1                                      | Carrie Underwood                       | Carnival Ride                             | -                         |
| 17. November 2007 – 23. November 2007 1 Woche (insgesamt 1) | 1                                      | Eagles                                 | Long Road Out of Eden                     | -                         |
| 24. November 2007 – 30. November 2007 1 Woche (insgesamt 1) | 1                                      | Jay-Z                                  | American Gangster                         | -                         |
| 1. Dezember 2007 – 7. Dezember 2007 1 Woche (insgesamt 1) | 1                                      | Alicia Keys                            | As I Am                                   | -                         |
| 8. Dezember 2007 – 28. Dezember 2007 3 Wochen (insgesamt 3) | 3                                      | Josh Groban                            | Noël                                      | -                         |

## Jahreshitparaden
| ← 2006 ← | Liste der Nummer-eins-Hits in den USA | Liste der Nummer-eins-Hits in den USA           | Liste der Nummer-eins-Hits in den USA | 2008 →   |
| \| Singles \| Position# \| Alben \| \| -------------------------------------------------------------------------------------------------------------------------------- \| --------- \| ----------------------------------------------- \| \| Irreplaceable Beyoncé Shaffer „Ne-Yo“ Smith, Mikkel S. Eriksen, Tor Erik Hermansen, Espen Lind, Amund Bjørklund, Beyoncé Knowles \| 1 \| Daughtry \| \| Umbrella Rihanna feat. Jay-Z Christopher Stewart, Terius Nash, Kuk Harrell, Shawn Carter \| 2 \| Konvicted Akon \| \| The Sweet Escape Gwen Stefani featuring Akon Gwen Stefani, Aliaune Thiam, Giorgio Tuinfort \| 3 \| The Dutchess Fergie \| \| Big Girls Don’t Cry Fergie Stacy Ferguson, Toby Gad \| 4 \| Hannah Montana Original Soundtrack Album \| \| Buy U a Drank (Shawty Snappin’) T-Pain feat. Yung Joc Faheem Najm, Jasiel Robinson \| 5 \| Some Hearts Carrie Underwood \| \| Before He Cheats Carrie Underwood Josh Kear, Chris Tompkins \| 6 \| All the Right Reasons Nickelback \| \| Hey There Delilah Plain White T’s Tom Higgenson \| 7 \| FutureSex/LoveSounds Justin Timberlake \| \| I Wanna Love You Akon feat. Snoop Dogg Cordozar Broadus, Aliaune 'Akon' Thiam \| 8 \| High School Musical 2 Original Soundtrack Album \| \| Say It Right Nelly Furtado Nelly Furtado, Timbaland, Danja \| 9 \| Now 23 Various Artists \| \| Glamorous Fergie feat. Ludacris Stacy Ferguson, Jamal Jones, Will Adams, Elvis Williams, Christopher Bridges \| 10 \| Minutes to Midnight Linkin Park \| |                                       |                                                 |                                       |          |
| ← 2006 |                                       |                                                 |                                       | → 2008 → |
| Singles | Position#                             | Alben                                           |                                       |          |
| Irreplaceable Beyoncé Shaffer „Ne-Yo“ Smith, Mikkel S. Eriksen, Tor Erik Hermansen, Espen Lind, Amund Bjørklund, Beyoncé Knowles | 1                                     | Daughtry                                        |                                       |          |
| Umbrella Rihanna feat. Jay-Z Christopher Stewart, Terius Nash, Kuk Harrell, Shawn Carter | 2                                     | Konvicted Akon                                  |                                       |          |
| The Sweet Escape Gwen Stefani featuring Akon Gwen Stefani, Aliaune Thiam, Giorgio Tuinfort | 3                                     | The Dutchess Fergie                             |                                       |          |
| Big Girls Don’t Cry Fergie Stacy Ferguson, Toby Gad | 4                                     | Hannah Montana Original Soundtrack Album        |                                       |          |
| Buy U a Drank (Shawty Snappin’) T-Pain feat. Yung Joc Faheem Najm, Jasiel Robinson | 5                                     | Some Hearts Carrie Underwood                    |                                       |          |
| Before He Cheats Carrie Underwood Josh Kear, Chris Tompkins | 6                                     | All the Right Reasons Nickelback                |                                       |          |
| Hey There Delilah Plain White T’s Tom Higgenson | 7                                     | FutureSex/LoveSounds Justin Timberlake          |                                       |          |
| I Wanna Love You Akon feat. Snoop Dogg Cordozar Broadus, Aliaune 'Akon' Thiam | 8                                     | High School Musical 2 Original Soundtrack Album |                                       |          |
| Say It Right Nelly Furtado Nelly Furtado, Timbaland, Danja | 9                                     | Now 23 Various Artists                          |                                       |          |
| Glamorous Fergie feat. Ludacris Stacy Ferguson, Jamal Jones, Will Adams, Elvis Williams, Christopher Bridges | 10                                    | Minutes to Midnight Linkin Park                 |                                       |          |